# غارة غابورون
 وقعت غارة غابورون (التي يطلق عليها عملية بليكسى من قبل قوات دفاع جنوب إفريقيا) في 14 يونيو 1985 عندما عبرت قوات دفاع جنوب إفريقيا، بأمر من الجنرال كونستاند فيلجوين، إلى بوتسوانا وهاجمت مكاتب تنظيم رمح الأمة، الجناح العسكري للمؤتمر الوطني الأفريقي في غابورون. وأسفرت الغارة، وهي خامس هجوم من جنوب إفريقيا على دولة مجاورة منذ عام 1981، عن مقتل 12 شخصًا بينهم نساء وأطفال. وكان خمسة فقط من الضحايا أعضاء في المؤتمر الوطني الأفريقي.

## خلفية
في الثمانينيات، توترت العلاقات بين بوتسوانا وجنوب إفريقيا. استخدمت الجماعات المناهضة للفصل العنصري مثل المؤتمر الوطني الأفريقي بوتسوانا ودول أخرى في جنوب إفريقيا كملاذ.  أقام حزب المؤتمر الوطني الأفريقي قواعد في غابورون التي أنتجت دورات تدريبية مكثفة لهجمات العصابات. تحت ستار السياح في عطلة نهاية الأسبوع، سيتلقى المجندون الجدد تدريبات على التعامل مع القنابل اليدوية وقائمة بالأهداف المراد مهاجمتها.  على الرغم من سياسة عدم الانحياز في بوتسوانا،  شنت قوات دفاع جنوب إفريقيا عدة غارات عبر الحدود لوقف الجماعات.
في عام 1981، اشترت قوة دفاع بوتسوانا أسلحة سوفيتية. برر الرئيس كوت ماسيره الصفقة كطريقة للسماح لقوة دفاع بوتسوانا بمنع مجموعات مثل حزب المؤتمر الوطني الأفريقي بشكل أفضل من العبور إلى جنوب إفريقيا.  تم إطلاق النار عبر الحدود بين بوتسوانا وجنوب إفريقيا في أبريل 1982. وقد أدت هجمات بالقنابل اليدوية في وقت سابق من الأسبوع خارج كيب تاون إلى مقتل اثنين من أعضاء البرلمان الجنوب أفريقي وأنباء عن هجوم متوقع على بريتوريا في يوليو 1985 دفعت الجنرال كونستاند فيلجوين إلى شن الهجوم. 
تم تحديد المواقع التالية على أنها منازل آمنة لرمح الأمة في غابورون بواسطة قوات دفاع جنوب أفريقيا: 
- قطعة الأرض ج، تلوكوينغ: منزل آمن يستخدم لتدريب حزب المؤتمر الوطني الأفريقي لفرق ترانسفال وكيب الغربية الانتحارية
- قطعة الأرض أ، تلوكوينغ: احتلها «جورج» الذي آوى الإرهابيين
- 7819 برودهيرست: احتلها الدوق ماتشوبان، ووفرت الإقامة لرمح الأمة
- 13212 برودهيرست: احتلها نكوكواني موتسويني، الملقب مكولو، المسؤول عن نقل الإرهابيين المدربين من زامبيا إلى منازل آمنة في بوتسوانا
- 2914 بودولوجو كلاوز: احتلها مايك هاملين، المسؤول عن إيواء الإرهابيين ونقل مجندي حزب المؤتمر الوطني الأفريقي الملحقين بـ «فرقة انتحارية ترانسفال»
- مبنى سايكل مارت: يضم مكاتب جهاز جمع المعلومات الاستخبارية لحزب المؤتمر الوطني الأفريقي في بوتسوانا وقام أيضًا بتوزيع كتيب دعائي في شكل «رسالة إخبارية» موجه ضد جنوب إفريقيا
- 15717 برودهيرست: احتلها جورج بوالي، مراقب الشؤون المالية لحزب المؤتمر الوطني الأفريقي والمسؤول عن انفجار القنبلة في فندق كارلتون، جوهانسبرج، في ديسمبر 1976.

## الهجوم
في حوالي الساعة 1:30 من صباح يوم 14 يونيو، عبر جنود من جنوب إفريقيا الحدود إلى بوتسوانا.  لقيادة الهجوم، استخدمت القوات عناصر سابقين في كشافة سيلوس، وهي فرقة خاصة من قوات الأمن الروديسية.  صرح الجنرال فيلجوين أن الجنود استخدموا مكبرات الصوت لحث سكان غابورون على الاختباء في منازلهم أثناء وقوع الغارة.  وفقًا لمانويل أوليفانت، وهو شرطي شارك في الغارة، جهزت القوات حوالي 50 دبابة وطائرة هليكوبتر ومقاتلة نفاثة في زيروست لاستخدامها إذا ردت بوتسوانا، لكن لم تكن هناك حاجة إليها. 

### اصابات
قُتل 12 شخصًا في الهجوم. فيما يلي قائمة جزئية:
- جورج فال
- ليندي بهل
- جوزيف ملاظة
- باسي زوندي
- دوق ماتشوبان
- صبي سوتوي يبلغ من العمر ستة أعوام
- أحمد محمد جير، مواطن هولندي صومالي المولد [3] [ج]
- امرأتان من باتسوانا
- مايك هاملين، طالب جنوب أفريقي كان يدرس في بوتسوانا
- ثامسانكا منيل، فنان جرافيكي من جنوب إفريقيا [8]
- ديك متسويني، رجل يبلغ من العمر 71 عامًا يعمل كسائق لدى حزب المؤتمر الوطني الأفريقي. [9]

## بعد الحادثة
قال شهود عيان إن مدنيين قتلوا رغم ما ورد في تقارير القوات الجنوب أفريقية في ذلك الوقت. قال ماف أندرسون، العضو السابق في رمح الأمة، إنه بدلاً من مهاجمة أهداف مشروعة، اختارت قوات دفاع جنوب أفريقيا بشكل تعسفي المتعاطفين مع حزب المؤتمر الوطني الأفريقي «لتعليم حزب المؤتمر الوطني الأفريقي درسًا».  وأكد أن القوات الجنوب أفريقية «لم تهتم بمن قتل». 

### ردود فعل
- جنوب إفريقيا: في البداية، ظهر الهجوم في الصحافة الجنوب أفريقية كشيء إيجابي[10]. تم بناء نصب تذكاري، فريدوم بارك، في بريتوريا لتكريم أولئك الذين لقوا حتفهم في هذا الهجوم وآخرين خلال سنوات الفصل العنصري.
- المملكة المتحدة: في عام 1985، قال ممثل المملكة المتحدة لدى الأمم المتحدة إن جنوب أفريقيا «لا تبرر بأي حال انتهاك السيادة وقتل أو جرح الأبرياء»[11]. في عام 1986، أعلنت المملكة المتحدة أنها ستقدم مساعدة عسكرية لبوتسوانا لوقف غارات جنوب إفريقيا.
- الولايات المتحدة: دفعت الغارة الولايات المتحدة إلى استدعاء سفيرها في جنوب إفريقيا.[1]

### قرار الأمم المتحدة
في 17 يونيو 1985، أرسل ممثل بوتسوانا للأمم المتحدة رسالة إلى رئيس مجلس الأمن التابع للأمم المتحدة يطلب فيها المساعدة للتعامل مع الغارة. أرسل ممثل جنوب إفريقيا رسالة في نفس اليوم تفيد بأن بوتسوانا قد تم تحذيرها من إيواء مجموعات مثل حزب المؤتمر الوطني الأفريقي، مشيرًا إلى أن «للدولة الحق في اتخاذ الخطوات المناسبة لحماية أمنها وسلامتها الإقليمية ضد مثل هذه الهجمات».  قال وزير خارجية بوتسوانا إن الأدلة على بدء الأنشطة الإرهابية في بوتسوانا ملفقة. ردت جنوب إفريقيا بأنه نظرًا لأن بوتسوانا لم توقع على اتفاق نوماتي، وهو اتفاق عدم اعتداء مع جنوب إفريقيا، فقد تمكن حزب المؤتمر الوطني الأفريقي من استخدام بوتسوانا كقاعدة لهجماته.  تمت صياغة القرار رقم 568 في 21 يونيو 1985 الذي أمر جنوب إفريقيا بدفع تعويضات إلى بوتسوانا، وسمح لبوتسوانا بإيواء اللاجئين، وشجع الدول الأخرى على مساعدة بوتسوانا وإدانة جنوب إفريقيا.

## اقتباسات
1. 1 2 3 4  Parks 1985.
2. 1 2 3  News24.com 2000.
3. 1 2 3 4 5  Allport.
4. ↑  Europa Publications 2003، صفحات 92–93.
5. ↑  Europa Publications 2003.
6. ↑  Joint Publications Research Service 1985.
7. 1 2  Independent Online 2000.
8. ↑  Freedom Park 2003.
9. ↑  Dick Mtsweni 2008.
10. ↑  Carlin 2009.
11. 1 2 3  United Nations 2000.

## روابط خارجية
- فيديو عن الهجمات كما روته أرملة قتل زوجها ديك متسويني، وهو عضو في حزب المؤتمر الوطني الأفريقي يبلغ من العمر 71 عاما، في المداهمة.
- النص الكامل لقرار مجلس الأمن الدولي رقم 568